# Прапор Лаціо
Прапор Лаціо є одним із символів регіону Лаціо, Італія. На даний момент прапор лише де-факто офіційний, але є загальновживаним. 

## Символізм
Прапор являє собою герб Лаціо в оточенні лаврових і оливкових гілок, увінчаний золотою короною на небесно-блакитному полі з написом «Regione Lazio» золотим . Герб регіону Лаціо складається з восьмикутника, оздобленого золотом, у центрі якого вставлено герб провінції Рим і герби провінцій Фрозіноне, Латина, Рієті та Вітербо, з’єднані разом триколірною стрічкою.

## Історія

Flag of the Papal States (pre 1808)
Папська Держава (1803-1825)
Папська держава (1825-1870)
Римська республіка (1798–1799)
Римська республіка (1849)
Князівство Понтекорво (1806–1815)
Республіка Понтекорво (1820-1821)
де-факто прапор використовувався в 1995 році